# بول كانتور
بول كانتور هو منفذ ‏ ومدرس ومحامي كندي، ولد في 8 يناير 1942 في إدمونتون في كندا، وتوفي في 10 أغسطس 2018.